# Genetrix

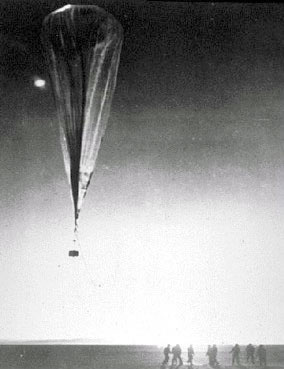
Start balonu z programu "Genetrix"

Genetrix (wcześniej Gopher, Grandson, Grayback)  - kryptonim amerykańskiego programu wywiadowczego z lat sześćdziesiątych.
Program wykonywany był przez Siły Powietrzne i polegał na wypuszczaniu z terenów państw europejskich specjalnych balonów wyposażonych w kamery fotograficzne, które wykorzystując prądy powietrzne miały przelatywać wykonując zdjęcia nad terytorium ZSRR.
Z 287 wypuszczonych balonów nad Ocean Spokojny doleciało 44.